# ابروزردک بزرگ‌جثه
ابروزردک بزرگ‌جثه (نام علمی: Elaenia spectabilis) نام یک گونه از سرده ابروزردک است.